# Plebejus leussleri
Plebejus leussleri är en fjärilsart som beskrevs av Gunder 1927. Plebejus leussleri ingår i släktet Plebejus och familjen juvelvingar. Inga underarter finns listade i Catalogue of Life.